# FX-05
Die FX-05 Xiuhcoatl (Nahuatl für Feuerschlange) ist ein mexikanisches Sturmgewehr im Kaliber 5,56 × 45 mm NATO.

## Geschichte
Das mexikanische Militär produziert das HK G3 seit 1979 selbst. Nach etwas mehr als 20 Jahren ist das G3 technisch überholt und Mexiko trat 2002 mit Heckler & Koch in Verhandlung, um eine Lizenz für das HK G36 zu erhalten. Heckler & Koch soll während der Verhandlungen Konstruktionspläne und das G36 gezeigt haben. An einem Punkt soll, laut einer öffentlichen Anfrage an die mexikanische Regierung, das Angebot folgendes umfasst haben: Mexiko darf 30.000 G36 bauen und muss dafür 63 Millionen Euro zahlen. Im Preis wären „Materialkosten, Maschinen und Spezialwerkzeug, Honorarkosten für Techniker von HK und Technologietransfer“ inbegriffen. Jedoch wäre laut Juan Garnica, dem General, der die Lizenzierung des G36 verhandelte und auch offizieller Entwickler des FX-05 ist, eine solche Lizenzierung für den mexikanischen Staat zu teuer gewesen, da die Maschinen zu alt seien. So kaufte Mexiko Langdrehautomaten des Typs Tornos Deco 20a von Tornos Holding aus der Schweiz. Außerdem wurden zwei Maschinen des deutschen Herstellers Gildemeister angeschafft, um damit Plastik und Stahl zu bearbeiten.
Das Gewehr wurde noch während der Verhandlungen und zur Überraschung von Heckler & Koch 2006 bei der Militärparade anlässlich des mexikanischen Unabhängigkeitstages von Garnica präsentiert. Im Internet wurden sofort Kommentare laut, das FX-05 sei eine Kopie des G36. Der Parade beiwohnende ehemalige Mitarbeiter von Heckler & Koch sagten, die neue mexikanische Waffe würde aussehen wie das G36. Heckler & Koch verlangte laut Garnica dann, das FX-05 sofort zu zerstören, was die mexikanische Seite mit dem Hinweis verweigerte, es gäbe kein internationales Patentrecht auf Waffen. In Mexiko führten die Anschuldigungen zu Konsequenzen. Im November 2006 wurde die Produktion des FX-05 unterbrochen und General Garnica, welcher als neuer Verteidigungsminister gehandelt wurde, musste seinen Posten bei der Dirección General de Industria Militar del Ejército als Direktor der staatlichen Militärindustrie räumen. Am 1. Februar 2007 trafen sich in Mexiko-Stadt Vertreter von Heckler & Koch mit denen des mexikanischen Verteidigungsministeriums. Nach eingehender Untersuchung stellte Heckler & Koch fest, dass wichtige Unterschiede zwischen den Waffen bestünden und keine Patente verletzt worden seien.
Ein ehemaliger Vertriebsmitarbeiter von Heckler & Koch sagte im Dezember 2014 vor dem Landesarbeitsgericht in Freiburg aus, dass das FX-05 ein Klon des G36 sei. Jürgen Grässlin stellte im Februar 2014 Strafanzeige und nun ermittelt die Staatsanwaltschaft Stuttgart wegen „nicht genehmigten Technologietransfers/Lizenz für G36/FX-05“ gegen Mitarbeiter von Heckler & Koch. Auch der Vertriebsmitarbeiter, welcher sich nach dem Rückzug von Heckler & Koch selbständig machte, wird als „Chefingenieur“ für das FX-05 genannt. Zudem weist die Die Zeit darauf hin, dass es einen Posten im mexikanischen Haushalt gibt, welcher „Technologietransfer für die Fertigung des G36-Gewehrs Marke Heckler Koch, Kal. 5,56 mm × 45“ genannt wird. Dieser Posten soll insgesamt 25 Millionen Euro betragen und zwischen 2006 und 2010 bestehen, wurde jedoch bereits 2009 zuletzt mit einem bezahlten Betrag von 10 Millionen Euro genannt. Sowohl Heckler & Koch als auch der mexikanische Staat dementieren, dass Geld gezahlt wurde.
Direkt nach der Ausräumung der Plagiatsvorwürfe wurden zwischen 2007 und 2009 10.000 G36 von Heckler & Koch an mexikanische Polizeieinheiten geliefert. Grässlin zufolge soll dieser Großauftrag eine Kompensation für das fallengelassene Patentverfahren darstellen.

## Technik
Die FX-05 ist ein Gasdrucklader mit Drehkopfverschluss im Kaliber 5,56 × 45 mm NATO mit einer theoretischen Kadenz von 750 Schuss pro Minute. Die Waffe hat eine integrierte Picatinny-Schiene, um Optiken aufnehmen zu können. Die aus einer Lochkimme bestehende offene Visierung wird auf der Picatinnyschiene befestigt. Der Abzugsgriff und die Feuerwahlhebel können sowohl für Rechts- wie auch für Linkshänder angepasst werden. Die Waffe besteht zum großen Teil aus Polymerkunststoff, wie zum Beispiel das Magazin und die Schulterstütze. Die Abzugsgruppe ist sogar mit karbonfaserverstärktem Polymer geschützt. Neben der Standardwaffe ist auch eine mittlere und eine kurze Version der Waffe verfügbar.